# Can Fradera (Mataró)
Can Fradera és una obra historicista de Mataró (Maresme), construïda el 1925 i protegida com a Bé Cultural d'Interès Local.

## Descripció
És una casa en cantonada de planta baixa i dues plantes pis. Ocupa una superfície a nivell de terra de 223 m², i el total de superfície construïda és de 683 m². La característica principal de l'edifici és la seva funció de ròtula en la cantonada del camí Ral i el carrer Lepanto, reforçada per la verticalitat del cos cilíndric que sobresurt en alçada, i el llarg balcó del primer pis. En les obertures hi són presents els arcs plans, de mig punt i escarsers.
Per reforçar el volum de la cantonada utilitza el frontó entretalllat. L'edifici acaba amb un terrat amb balustres.
Aquesta casa forma part de la façana sud de la Rambla que es reforma totalment amb motiu de les obres d'urbanització d'aquesta.